# Rodrigo Lacerda Ramos
Rodrigo Lacerda Ramos (født 6. oktober 1980) er en brasiliansk fodboldspiller.